# 裾野市消防本部
裾野市消防本部（すそのししょうぼうほんぶ）は、静岡県裾野市に存在した消防部局（消防本部）。管轄区域は裾野市全域。2016年4月に消防広域化に伴って富士山南東消防本部へ統合された。

## 概要
- 消防本部：裾野市石脇515
- 管内面積：138.39km2
- 職員定数：72人
- 消防署1カ所、分遣所2カ所
- 主力機械（2007年4月1日現在）
  - 消防ポンプ自動車：2
  - 水槽付消防ポンプ自動車：2
  - 化学消防ポンプ自動車：1
  - 高規格救急自動車：3
  - 救助工作車：1
  - 指令車：1
  - 広報車：1
  - 可搬動力ポンプ：3
  - その他：4

## 沿革
- 1971年4月1日　裾野市消防本部・裾野市消防署を開設。
- 1980年12月25日　茶畑分遣所を開設。
- 1982年4月1日　消防庁舎が移転。
- 1988年4月1日　茶畑分遣所で救急業務を開始。
- 1992年11月18日　消防署に高規格救急車を配備。
- 1992年12月2日　消防署に化学消防ポンプ自動車を配備。
- 2002年12月17日　消防庁舎が竣工。
- 2003年4月1日　沼津市・三島市・駿東郡長泉町・清水町と共同で消防指令センターの運用を開始。
- 2005年3月19日　茶畑分遣所の救急車を高規格に更新。
- 2009年12月1日　須山分遣所新設 消防車・救急車・連絡車各１台、職員10名で発足
- 2010年2月24日　高規格救急車を増車 須山分遣所に配備
- 2014年3月20日　三島市、裾野市及び長泉町消防指令センター庁舎完成
- 2016年4月1日　消防広域化に伴って富士山南東消防本部へ統合された。

## 組織
- 本部－消防総務課、予防課
- 消防署　　　　静岡県裾野市石脇515

　茶畑分遣所　 静岡県裾野市茶畑850-3
　須山分遣所　 静岡県裾野市須山1545-8

## 消防署
| 消防署       | 住所    | 分遣所          |
| ------------ | ------- | --------------- |
| 裾野市消防署 | 石脇515 | 茶畑：茶畑850-3 |